# Morti nel 1653
| Questa pagina contiene informazioni ricavate automaticamente dalle voci biografiche con l'ausilio del template Bio e di un bot. L'aggiornamento è periodico e automatico e ricostruisce completamente la pagina. Se manca una persona in questa lista, sei pregato di non aggiungerla, ma accertati piuttosto che la sua voce biografica contenga il template Bio e che i dati anagrafici siano correttamente compilati. Se il template Bio manca, inseriscilo tu stesso o, in alternativa, metti l'avviso {{tmp\|Bio}} che ne segnala la mancanza. Se i dati riportati sono sbagliati, correggi direttamente la voce biografica; le modifiche saranno visibili in questa lista entro pochi giorni. Per chiarimenti vedi il progetto biografie. La lista contiene solo le 67 persone che sono citate nell'enciclopedia e per le quali è stato implementato correttamente il template Bio. Pagina aggiornata al 10 ago 2025. |

## Gennaio(2)
- 16 gennaio - John Digby, I conte di Bristol, diplomatico inglese (n. 1580)
- 21 gennaio - Lawrence Washington, religioso britannico (n. 1602)

## Febbraio(4)
- 4 febbraio - Jasper Hanebuth, serial killer e mercenario tedesco (n. 1607)
- 19 febbraio - Luigi Rossi, compositore e musicista italiano
- 26 febbraio - Tiberio Cenci, cardinale e vescovo cattolico italiano (n. 1581)
- 27 febbraio - Diego López Pacheco Cabrera y Bobadilla, nobile spagnolo (n. 1599)

## Marzo(6)
- 10 marzo - Giovanni Ludovico di Nassau-Hadamar, nobile tedesco (n. 1590)
- 13 marzo - Simon de Vlieger, pittore e incisore olandese
- 20 marzo - Volfango Guglielmo del Palatinato-Neuburg, duca (n. 1578)
- 21 marzo - Tarhuncu Ahmed Pascià, politico ottomano
- 22 marzo - François de Harlay de Champvallon, arcivescovo cattolico, teologo e scrittore francese (n. 1586)
- 24 marzo - Alphonse-Louis du Plessis de Richelieu, cardinale e arcivescovo francese (n. 1582)

## Aprile(1)
- 22 aprile - Robert Howard, nobile e politico inglese (n. 1584)

## Maggio(4)
- 11 maggio - Giacomo Accarisi, filosofo e vescovo cattolico italiano (n. 1599)
- 15 maggio - Teodosio di Braganza, principe portoghese (n. 1634)
- 19 maggio - Elisabetta Lucrezia di Teschen, duchessa (n. 1599)
- 26 maggio - Robert Filmer, filosofo inglese (n. 1588)

## Giugno(1)
- 5 giugno - Federico Corner, cardinale e patriarca cattolico italiano (n. 1579)

## Luglio(1)
- 10 luglio - Gabriel Naudé, scrittore e bibliotecario francese (n. 1600)

## Agosto(5)
- 10 agosto - Maarten Tromp, ammiraglio olandese (n. 1598)
- 16 agosto - Giuliano Finelli, scultore italiano (n. 1602)
- 22 agosto - Augusto di Anhalt-Plötzkau, principe (n. 1575)
- 23 agosto - Matteo Cristiano, avvocato italiano (n. 1616)
- 29 agosto - Gijsbert d'Hondecoeter, pittore e disegnatore olandese

## Settembre(4)
- 3 settembre - Claudius Salmasius, antiquario, umanista e filologo classico francese (n. 1588)
- 6 settembre - Maria Cybo-Malaspina, nobile italiana (n. 1609)
- 13 settembre - Ippolito Francini, artigiano italiano (n. 1593)
- 23 settembre - Jacques Goar, presbitero, filologo classico e bizantinista francese (n. 1601)

## Ottobre(7)
- 1º ottobre - Scipione Agnelli, vescovo cattolico, letterato e giurista italiano (n. 1586)
- 7 ottobre - Fausto Poli, cardinale e arcivescovo cattolico italiano (n. 1581)
- 17 ottobre - Giovanni Francesco Susini, scultore italiano
- 22 ottobre - Jan Wildens, pittore fiammingo (n. 1586)
- 25 ottobre - Théophraste Renaudot, giornalista, medico e filantropo francese (n. 1586)
- 25 ottobre - Gustavo di Wasaborg, condottiero svedese (n. 1616)
- 28 ottobre - Libert Froidmont, teologo e scienziato belga (n. 1587)

## Novembre(6)
- 10 novembre - Montdory, attore teatrale francese (n. 1594)
- 12 novembre - Manuel de Acevedo y Zúñiga, spagnolo (n. 1586)
- 13 novembre - Luigi Emanuele di Valois-Angoulême, nobile francese (n. 1596)
- 17 novembre - Giovanna di Braganza, nobile portoghese (n. 1636)
- 21 novembre - Vincenzo Rabatta, arcivescovo cattolico italiano (n. 1589)
- 26 novembre - Pál Pálffy, nobile ungherese (n. 1592)

## Dicembre(4)
- 2 dicembre - Domingo Pimentel Zúñiga, cardinale, arcivescovo cattolico e nobile spagnolo (n. 1585)
- 13 dicembre - Giovanni Battista Rinuccini, arcivescovo cattolico e diplomatico italiano (n. 1592)
- 15 dicembre - Paride Lodron, arcivescovo cattolico austriaco (n. 1586)
- 18 dicembre - Thomas Hill, presbitero inglese

## Senza giorno specificato(22)
- Adriaen van Utrecht, pittore fiammingo (n. 1599)
- Orazio Albani, ambasciatore italiano (n. 1576)
- Guidubaldo Benamati, poeta e scrittore italiano (n. 1595)
- Francesco Antonio Frascella, arcivescovo cattolico italiano (n. 1600)
- Lewis Gordon, III marchese di Huntly, nobile scozzese (n. 1626)
- Francesco Maria Machiavelli, cardinale e patriarca cattolico italiano
- Giovanni Battista Magnani, architetto italiano (n. 1571)
- Lucrezia Marinelli, poetessa e scrittrice italiana (n. 1571)
- Carlo Marliani, nobile italiano (n. 1606)
- Gillis Peeters il Vecchio, pittore e incisore fiammingo (n. 1612)
- Cesare Penna, scultore italiano (n. 1607)
- Clemente del Pezzo, vescovo cattolico italiano
- David Ramsay, orologiaio scozzese
- Pietro Maria IV de' Rossi, condottiero italiano (n. 1620)
- Shakrunnissa Begum, principessa indiana
- Francesco Stelluti, naturalista e letterato italiano (n. 1577)
- John Taylor, scrittore e poeta inglese (n. 1578)
- Giovanni Giacomo Tencalla, scultore e architetto svizzero (n. 1591)
- Andrea Vittorelli, presbitero, scrittore e storico italiano (n. 1590)
- Filippo II Francesco d'Este, nobile (n. 1621)
- Jacques de Serisay, poeta francese (n. 1594)
- Bernardo di Villegas, gesuita, teologo e scrittore spagnolo (n. 1592)